# Pudlov

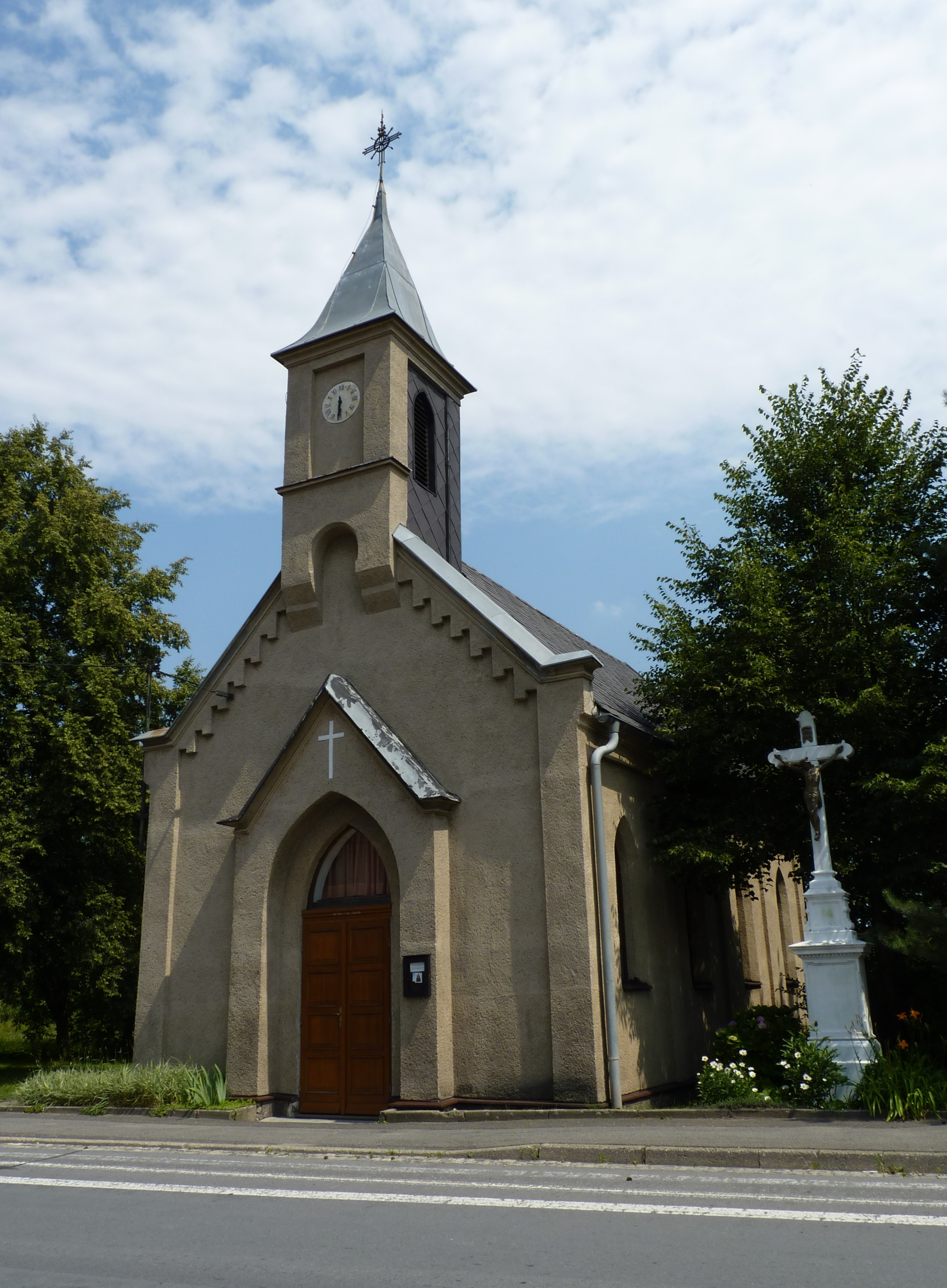
Kapelle des hl. Isidor (2011)

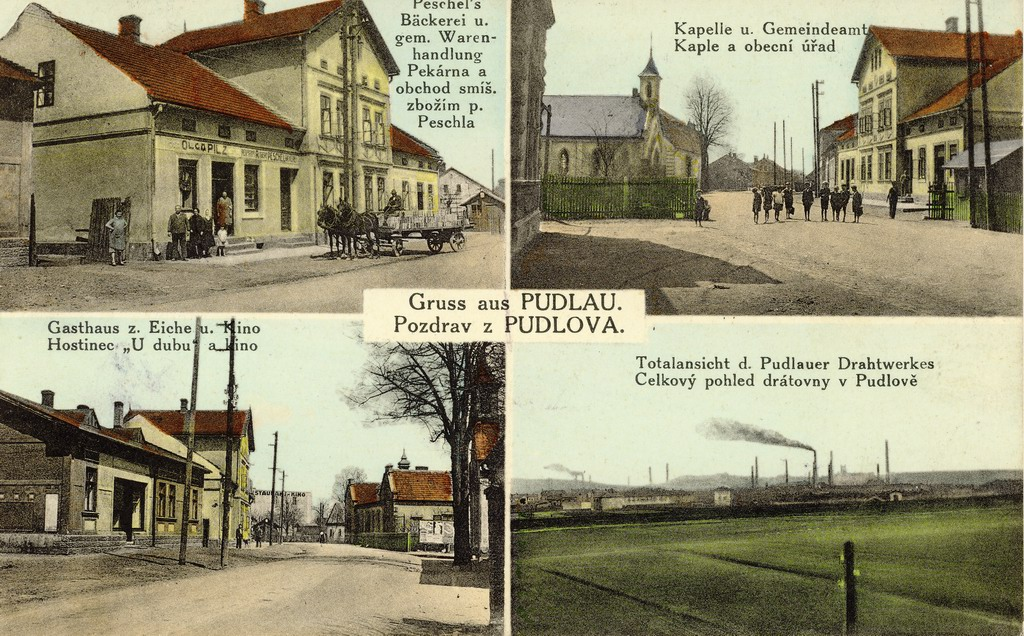
Ansichtskarte, um 1900

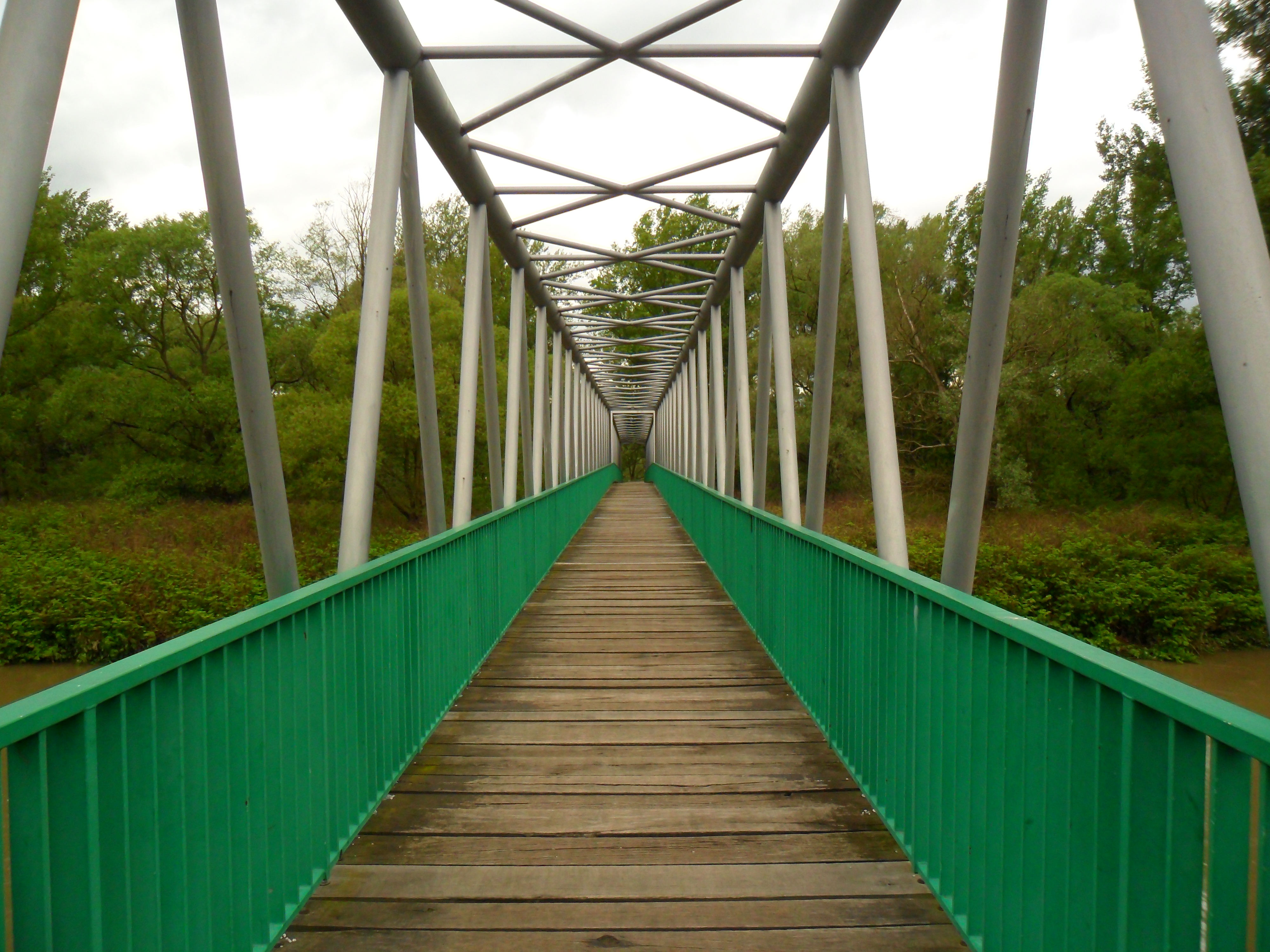
Fußgängerbrücke über die Oder (2014)

Pudlov (deutsch Pudlau, polnisch Pudłów) ist ein Ortsteil der Stadt Bohumín (Oderberg) in Tschechien. Das Dorf liegt zwei Kilometer südwestlich von Nový Bohumín (Neu-Oderberg) und gehört zum Okres Karviná.

## Geographie
Das Straßendorf Pudlov befindet sich rechtsseitig der Oder zwischen deren Zuflüssen Vrbická stružka (Struschka) und Bajcůvka im Ostrauer Becken. Durch den Ort führt die Staatsstraße II/647 zwischen Ostrava und Bohumín; östlich des Dorfes verlaufen die Bahnstrecken Břeclav–Petrovice u Karviné und Žilina–Bohumín, nördlich die Bahnstrecke Kędzierzyn-Koźle–Bohumín. Beiderseits der regulierten Oder liegen größere Baggerseen: Südwestlich erstrecken sich das Vrbické jezero und das Antošovické jezero, im Nordwesten der Mžíkovec. Östlich des Ortszentrums liegt das Umspannwerk Pudlov. Gegen Nordosten befindet sich der Bahnhof Bohumín.
Nachbarorte sind Stare Chałupki (Chalupki), Starý Bohumín (Alt Oderberg) und Městská kolonie im Norden, Nový Bohumín und Skřečoň (Skrzeczon) im Nordosten, Záblatí (Sablacz) im Osten, Kolonie Vysoká pec und Rychvald (Reichwaldau) im Südosten, Heřmanice (Herzmanitz) und Vrbice (Wirbitz) im Süden, Koblov (Koblau) und Amerika im Südwesten, Koblov-Vrbina (Tabulki) im Westen sowie Antošovice (Antoschowitz) und Paseky (Passek) im Nordwesten.

## Geschichte
Die erste schriftliche Erwähnung des zur Herrschaft Oderberg gehörigen Dorfes erfolgte im Jahre 1428. Der Ortsname wird von Pudelahwa (Sumpffluss) hergeleitet, wobei der altdeutsche Wortstamm Pudel dem heutigen Begriff Pfuhl für einen Sumpf oder eine Pfütze entspricht. Dafür spricht sowohl die Lage des Dorfes auf einer leicht erhöhten Ebene im Überflutungsgebiet der Oder als auch der Umstand, dass auf dieser Basis entstandene geographische Namen meist in der Nähe von Gewässern zu finden sind.
Nach dem Ersten Schlesischen Krieg wurde 1742 entlang der Oder die Grenze zwischen Preußen und Österreich gezogen, wobei der rechtsodrische Teil (mit Pudlau) an Österreichisch Schlesien gelangte.
Um 1800 bestand das Dorf Pudlau aus 50 Häusern mit 255 schlesisch-polnisch-sprachigen Bewohnern. Die Felder wurden oftmals durch Hochwasser der Oder überflutet. Pfarrort war Oderberg. Im Jahre 1847 erfolgte der Bau der Kaiser Ferdinands-Nordbahn, deren vorläufiger Endbahnhof Oderberg nordöstlich von Pudlau im Oderberger Wald errichtet wurde. Ein Jahr später wurde östlich von Pudlau der Anschluss zur preußischen Wilhelmsbahn hergestellt. Bis zur Mitte des 19. Jahrhunderts blieb Pudlau der Minderherrschaft Oderberg untertänig.
Nach der Aufhebung der Patrimonialherrschaften bildete Pudlau ab 1850 mit dem Ortsteil Wirbitz eine Gemeinde im Gerichtsbezirk Oderberg und Bezirk Friedek. Pudlau war zu dieser Zeit noch dünn besiedelt; das noch gänzlich landwirtschaftlich geprägte Dorf bestand aus dem alten Ortskern – Dědina – sowie der Siedlung Na granici (Od Hranic) an der Gemarkungsgrenze mit Wirbitz. 1868 wurde das Dorf dem Bezirk Freistadt zugeordnet. Im Jahre 1869 bestand Pudlau aus 56 Häusern und hatte 479 Einwohner. Der tschechische Ortsname Pudlov wurde in den 1870er Jahren eingeführt. Mit der Ansiedlung von Industrie am Bahnhof Oderberg erfuhr das Dorf eine starke Erweiterung; im Gegensatz dazu stagnierte die Entwicklung in Stadt-Oderberg. 1876 erhielt Pudlau eine eigene Schule. Östlich des Dorfes – auf Schönicheler Flur – errichteten Albert Hahn und Heinrich Eisner 1885 ein großes Rohrwerk; zwei Jahre später ließ Heinrich Larisch von Moennich vis-a-vis am Abzweig der Preußisch-Österreichischen Eisenbahnverbindung eine Mineralölraffinerie anlegen. Wirbitz löste sich 1892 los und bildete eine eigene Gemeinde. In dieser Zeit verdreifachte sich die Einwohnerzahl von Pudlau. Die meisten Bewohner arbeiteten in den Fabriken um den Bahnhof Oderberg. Die von den Unternehmern Vinzenz Tlach und Heinrich Karl Vinzenz Keil von Eichenthurn („Tlach und Keil“) gegründete Mährisch-Schlesische Aktiengesellschaft für Drahtindustrie mit Sitz in Troppau, bei der wenig später noch Karl Grohmann und Franz Olbrich Anteile erwarben, errichtete in den Jahren 1896–1897 auf Pudlauer Flur eine Drahtfabrik. 1897 wurde im Gleisdreieck in unmittelbarer Nähe zur Drahtfabrik eine aus zwölf eingeschossigen Häusern in vier Blöcken bestehende Arbeiterkolonie mit miserablen sanitären Bedingungen errichtet; das Wasser musste aus zwei Brunnen geschöpft werden, die Abtritte lagen in einem Anbau vor jedem Flur. Hausgärten gab es nicht. Wegen der Flachdächer und kleinen Fenster, die an nordafrikanische Behausungen erinnerten, gaben die Bewohner der Kolonie den Namen Marokko (Maroko). Für die Arbeiter, die nicht mit ihren Familien zuzogen, wurden zwei Übernachtungshäuser – eines davon mit Betraum und Wäscherei – errichtet. Im selben Jahre begann der Bau einer zweiten Kolonie, die nach der Ehefrau des ersten Direktors der Drahtfabrik Heinrich Karl Vinzenz Keil von Eichenthurn benannt wurde. Die Kolonie Anna Keil bestand aus vier zweistöckigen Häusern mit 32 kleinen Wohnungen und verandaähnlichen Anbauten mit Nebengelass. Zwischen 1897 und 1898 entstand in Pudlau eine zweite Schule. ´
Bereits zur Jahrhundertwende wurde die Kolonie Marokko offiziell als Alte Kolonie (Stara Kolonia) bezeichnet. Der Betraum in der Alten Kolonie war für die zunehmende Zahl der Bewohner der Arbeitersiedlungen zu klein geworden; auch in Pudlau gab es keine ausreichende Kapelle oder Kirche. Die Direktion der Mährisch-Schlesischen Aktiengesellschaft für Drahtindustrie unterstützte deshalb 1901 den Bau einer Kapelle in Pudlau und spendete das Baumaterial dafür. Die neben den beiden Schulhäusern errichtete Filialkapelle der katholischen Pfarrei Oderberg wurde 1902 dem hl. Isidor von Madrid geweiht. Die Weigerung des Oderberger Pfarrers Thomas Dudek zur Abhaltung von Gottesdiensten in der Kapelle führte dazu, dass 1904 im Hotel der Drahtfabrik in Anwesenheit des altkatholischen Vikars Karl Erhardt aus Mährisch Schönberg eine Arbeiterversammlung abgehalten wurde, bei der ca. 90 Personen – zumeist mit Wurzeln in Mährisch Schönberg und Klein Mohrau – zur Altkatholischen Kirche übertraten. Zum Ende des 19. Jahrhunderts errichtete das Unternehmen Ostia in Pudlau eine Ölmühle. Im Jahre 1900 hatte Pudlau 2329 Einwohner, 1910 waren es bereits 3016. Zu Beginn des 20. Jahrhunderts wurde in der Arbeitersiedlung ein Notkrankenhaus eröffnet. Die 1904 gegründete Zinkfarbenfabrik von Rudolf Goldschmied & Co. erweiterte ihr Portfolio bald auf die Herstellung von Saccharin und erlangte damit eine Monopolstellung in Österreich-Ungarn.
Pudlau wurde am 16. November 1906 nach Stadt-Oderberg eingemeindet. 1907 wurden die ersten drei Häuser der nach ihrer Ziegelbedachung benannten Roten Kolonie (Červená kolonie) mit 48 kleinen Wohnungen errichtet. Vier Jahre später entstanden in der Roten Kolonie zwei weitere Häuser, so dass sie nun 80 Arbeiterwohnungen umfasste. Die Häuser in Marokko erhielten ebenfalls 1911 ein zweites Geschoss; erst im Folgejahr wurden im Hof der Kolonie zwei Hydranten zur Wasserversorgung aufgestellt. Für die Werksbeamten der Drahtfabrik erwarb die Mährisch-Schlesische Aktiengesellschaft für Drahtindustrie 1911 das Haus Nr. 151 mit vier geräumigen Wohnungen. 1912 war ein Doppelhaus mit 20 Arbeiterwohnungen fertiggestellt, das nach seiner Lage an der Straßenbahnhaltestelle U zastávky genannt wurde. Unmittelbar an der Preußisch-Österreichischen Eisenbahnverbindung wurde 1913 mit dem Bau der Eisenbahnkolonie (Traťová kolonie) begonnen; hier entstanden vier zweigeschossige Häuser – davon drei dem Haus U zastávky bauähnliche Doppelhäuser – mit insgesamt 70 Wohnungen. Im Jahre 1914 nahm die von den Schlesischen Landeseisenbahnen betriebene elektrische Überlandstraßenbahn von Oderberg Bahnhof über Wirbitz nach Hruschau, die auch durch Pudlau verlief, ihren Betrieb auf; am Bahnhof bestand eine Übergangsmöglichkeit zur Städtischen Straßenbahn Oderberg nach Stadt-Oderberg und zur Überlandstraßenbahn nach Deutschleuten. Für den Wohnbedarf ihrer Beamten erwarb die Drahtfabrik 1916 noch eine Villa (Nr. 298) in Stadt-Oderberg und gestaltete sie zu zwei Wohnungen um.
Nach dem Ersten Weltkrieg zerfiel der Vielvölkerstaat Österreich-Ungarn, das Gebiet des Bezirks wurde strittig. Nach dem Polnisch-Tschechoslowakischen Grenzkrieg sowie der Entscheidung des Botschafterrats der Siegermächte vom 28. Juli 1920 fiel Pudlov der Tschechoslowakischen Republik zu. Da im selben Jahre der Tschechoslowakei auch das ehemals deutsche Hultschiner Ländchen zugesprochen wurde, fiel dadurch die seit 1742 bestehende Staatsgrenze an der Oder zwischen Hoschialkowitz und Passek weg. Unweit von U zastávky wurde 1920 am Straßeneck Drátovenská / Trnková ein weiteres Doppelhaus gleichen Typs mit 20 Wohnungen errichtet. In der Straße Příční wurden zwischen 1920 und 1921 drei geräumige komfortable zweigeschossige Villen für Ingenieure und Beamte der Drahtfabrik (Nr. 214–216), von denen zwei mit Arbeitskabinetten im Dachgeschoss ausgestattet waren, errichtet. Beim Zensus von 1921 lebten in den 202 Häusern von Pudlau 3761 Personen, darunter 1823 Deutsche, 1087 Tschechen, 390 Polen und 28 Juden. Der Betraum und das Notkrankenhaus in den Kolonien wurden 1923 zu Wohnungen umgebaut. Die Fischfabrik Kalla errichtete 1923 in Pudlau eine Konservenfabrik zur Verarbeitung von Meeresfisch, die volkstümlich Kalorka genannt wurde. Im Jahre 1924 löste sich Pudlau wieder von Oderberg los. Zwischen 1924 und 1925 wurde auf dem Gelände zwischen den Dämmen der Straße und der Straßenbahn bis an die Brücke über die preußische Eisenbahn gegenüber einer vornehmlich als Leichenhalle genutzten hölzernen Kapelle eine aus zwei dreigeschossigen Häusern mit insgesamt 48 Wohnungen bestehende Arbeitersiedlung errichtet, die – ihrer Lage nach – mit Pod kopcem (Unter dem Hügel) bezeichnet wurde. 1925 entstand mit Na loukách (In den Wiesen) eine weitere Arbeiterkolonie, die zunächst aus einem viergeschossigen Haus mit 32 Wohnungen bestand und 1928 um ein dreigeschossiges Doppelhaus mit 24 Wohnungen erweitert wurde. Gegenüber den Ingenieurs- und Beamtenvillen in der Straße Příční wurden 1929 am Abzweig der preußischen Eisenbahn die wegen ihrer modernen Bauart in Stahlbau mit Oceláky bezeichneten Meisterhäuser (Nr. 282 und 283) als Wohnungen für Meister und Vorarbeiter errichtet. Die Kolonien der Drahtfabrik, die seit ihrer Entstehung formell zu Pudlau gehörten, waren de facto bis zum Ende der 1920er Jahre ein Dorf im Dorfe – mit eigenem gesellschaftlichen Leben (Arbeiter-Turn- und Sportverein, Fußballklub, Kegelverein sowie Blaskapelle und Sängerchor der Werkfeuerwehr) und eigenen Versorgungseinrichtungen wie Kindergarten, Läden, Bäckerei und Gasthaus, in denen ein für die Pudlauer Dorfbewohner schwer verständlicher deutscher Dialekt aus dem Gesenke gesprochen wurde. Zwischen den Bewohnern der Kolonien und des Dorfes gab es nur wenig Kontakte. 1930 lebten in den 276 Häusern von Pudlau 4189 Personen. Anlässlich des 25. Jubiläums der Bergbau- und Hüttengesellschaft wurden 1932 vier Jubiläumshäuser (Jubilejní domy bzw. Jubiláky), die einen U-förmigen Block mit 32 Wohnungen bilden, errichtet. Im Jahre 1934 umfassten die Kolonien der Drahtfabrik in Oderberg-Pudlau 559 Arbeiterwohnungen und 50 Meister- und Beamtenwohnungen.

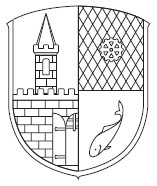
Ehemaliges Gemeindewappen

Nach dem Münchner Abkommen wurde Pudłów im Oktober 1938 von Polen besetzt und der Woiwodschaft Schlesien zugeschlagen. Ein Jahr später erfolgte die Besetzung durch das Deutsche Reich; bis 1945 gehörte Pudlau zum Landkreis Teschen. Zwischen 1941 und Juli 1944 bestand in Pudlau ein Arbeitslager für jüdische Zwangsarbeiter. Beim Luftangriff vom 29. August 1944 wurden beide Schulen zerstört, auch die Kapelle bei Pod kopcem erlitt schwere Schäden. Nach dem Ende des Zweiten Weltkrieges kam die Gemeinde zur wiedererrichteten Tschechoslowakei zurück; die Drahtfabrik der Moravskoslezská a.s. wurde 1945 verstaatlicht. Die deutschsprachige Volksgruppe wurde größtenteils vertrieben. Die schwer beschädigte Kapelle bei Pod kopcem wurde in dieser Zeit abgebrochen. Im Rahmen der Initiative Budujeme Slezsko (Wiederaufbau Schlesiens) übernahm im April 1946 die Stadt Louny die Patenschaft über Pudlov; als Dank für die Unterstützung erhielt die Ortslage Od Hranic den Namen Louny, der sich jedoch nicht durchsetzen konnte; ebenso wurde das Stadtwappen von Louny in das Gemeindewappen aufgenommen. Im selben Jahre wurde eine Häuserzeile in Maroko (Nrn. 97–99) für die Erweiterung des Fußballplatzes abgerissen. 1949 wurde Pudlov Teil des neu gebildeten Okres Ostrava-okolí, zugleich wurde das Dorf erneut nach Bohumín eingemeindet. Im Jahre 1950 bestand Pudlov aus 293 Häusern und hatte 2998 Einwohner. 1958 erfolgte die Zusammenlegung der Drahtfabrik Pudlov mit der benachbarten Eisengießerei Nový Bohumín (vormals „Hahn & Eisner“) zu einem Unternehmen: Železárny a drátovny Bohumín. Im Zuge der Gebietsreform von 1960 wurde Pudlov wieder eigenständig und dem Okres Karviná zugeordnet. Sämtliche Arbeiterkolonien bestanden aus Anderthalb-Zimmer-Wohnungen mit schlichter – nicht mehr zeitgemäßer – Ausstattung, die schwer vermietbar waren. Mit dem Abriss der Häuser Nr. 100–108 verschwand die Kolonie Maroko nach 1964 gänzlich; an ihrer Stelle befindet sich heute das Gelände des Unternehmens Bekaert. 1970 lebten in den 289 Häusern von Pudlov 2046 Personen. Zum 1. Oktober 1974 wurde Pudlov wiederum nach Bohumín eingemeindet. 1980 erfolgte der Abbruch der Kolonie Anna Keil, das letzte Haus der Traťové kolonie verschwand 1981; die Červená kolonie und U zastávky wurden 1986 abgerissen. 1991 lebten in den 295 Häusern von Pudlov 1347 Personen. Die „Kalla“-Fischkonservenfabrik stellte in den 1990er Jahren ihre Produktion ein. Das Oderhochwasser von 1997 hinterließ in Pudlov schwere Schäden, die Fußgängerbrücke über die Oder wurde von den Fluten weggerissen. Beim Zensus von 2011 hatte der Ortsteil 1315 Einwohner und bestand aus 287 Wohnhäusern. Von den Arbeiterkolonien ist nur noch Na loukách erhalten, wobei der Dreigeschosser heute eine Ruine ist. Nach dem Raumordnungsplan ist das früher bevölkerungsreiche Karree um die Drahtfabrik als reines Gewerbegebiet ausgewiesen, so dass dort auch die letzten Wohnhäuser sukzessive verschwinden werden; zuletzt wurde im Jahre 2004 das ehemalige Gasthaus abgebrochen.
Pudlov ist nach wie vor eine Wohnsiedlung, deren Bewohner in den umliegenden Industriegebieten arbeiten. Bedeutendste Industriebetriebe sind Bekaert Bohumín, s.r.o. sowie ŽDB Drátovna a.s. Im Ort besteht die Grundschule „T. G. Masaryk“.

## Ortsgliederung
Zu Pudlov gehören die Siedlungen Chalupy, Dráha, Od Hranic, Pod pudlovskou školou und Pustky. Grundsiedlungseinheiten sind Dráha (2 Häuser, 1 Einwohner), Pod pudlovskou školou (30 Häuser, 463 Einwohner), Pudlov (152 Häuser, 515 Einwohner) und Pustky (103 Häuser, 336 Einwohner).
Der Ortsteil Pudlov bildet einen Katastralbezirk.

## Sehenswürdigkeiten
- Kapelle des hl. Isidor, errichtet 1902
- Fußgängerbrücke Antošovická lávka über die Oder, neu errichtet 2000
- Wasserturm, erbaut 1961
- Vrbické jezero, der Baggersee entstand durch Kiesabbau im alten Flussbett der Oder.
- Gleisanlagen der ehemaligen Schmalspurbahn

## Söhne und Töchter des Ortes
- Tomáš Pospíchal (1936–2003), Fußballspieler und -trainer